# ندای وظیفه: بازسازی‌شده جنگاوری نوین
ندای وظیفه: جنگاوری نوین (نسخه بازسازی شده) (به انگلیسی: Call of Duty: Modern Warfare Remastered) یک بازی در سبک تیراندازی اول شخص است که توسط ریون سافتور تهیه و توسط اکتیویژن درسال ۲۰۱۶ منتشر شده‌است. این بازی یک نسخه بازسازی شده از بازی ندای وظیفه: جنگاوری نوین است. بازسازی در ابتدا به عنوان بخشی ویژه برای بازی ندای وظیفه: جنگ‌های بی‌نهایت در نوامبر ۲۰۱۶، برای پلی‌استیشن ۴، ایکس‌باکس وان و مایکروسافت ویندوز منتشر شد. یک نسخه مستقل از آن در ماه ژوئن سال ۲۰۱۷ برای پلی استیشن ۴، ایکس‌باکس وان و مایکروسافت ویندوز منتشر شد.
توسعه بازی در اوایل سال ۲۰۱۵ پس از انتشار دادخواست اینترنتی هواداران بازی مبنی بر درخواست یک بازسازی از سری جنگاوری نوین آغاز شد. اکتیویژن ریون سافتور را که به توسعه حالت‌های چند نفره بازی‌های ندای وظیفه در گذشته کمک کرده بود برای این کار انتخاب کرد تا فرایند بازسازی بازی را انجام دهد و توسعه دهنده اصلی سری بازی اینفینیتی وارد هم بر فرایند آن نظارت داشت. از ویژگی‌های این بازسازی می‌توان به کیفیت بالای گرافیکی، رندرینگ بالا و نورپردازی مناسب، طراحی انیمیشن‌های به روز شده، جلوه‌های صوتی جدید و همچنین اضافه شدن بخش‌های جدید اشاره کرد. در عین حال گیم پلی اصلی بازی حفظ شده‌است و تغییرات کمی در آن صورت گرفته‌است. محتوای چند نفره جدید و دستاوردها و بازی های اضافی نیز در آن گنجانده شده‌است.

## بازتاب‌ها
| گردآورنده | امتیاز                                 |
| --------- | -------------------------------------- |
| متاکریتیک | (PS4) 83/100 (XONE) 89/100 (PC) 86/100 |

| ناشر           | امتیاز |
| -------------- | ------ |
| دستراکتید      | 8/10   |
| آی‌جی‌ان         | 8.5/10 |
| Push Square    | 9/10   |
| Hardcore Gamer | 3.5/5  |

| ناشر                    | جایزه         |
| ----------------------- | ------------- |
| IGN Best of 2016 Awards | Best Remaster |

## یادداشت
1. ↑  Additional work by Beenox, Certain Affinity and High Moon Studios. Original game developed by Infinity Ward.
2. ↑  PlayStation 4 users who pre-purchased special editions of Infinite Warfare received Modern Warfare Remastered's campaign mode on October 4, 2016.